# Mario Zebić
Mario Zebić (sinh 17 tháng 12 năm 1995) là một cầu thủ bóng đá chuyên nghiệp Croatia thi đấu ở vị trí trung vệ cho câu lạc bộ Sông Lam Nghệ An tại V.League 1.
Trong sự nghiệp của mình, Zebić đã chơi ở một số quốc gia, bao gồm quê hương Croatia, Đức, Slovenia, Ba Lan, România và Việt Nam.

## Danh hiệu
Varaždin
- Giải bóng đá hạng ba Croatia: 2018–19